# Scheelermühle
Scheelermühle ist ein Ortsteil der Gemeinde Lindlar im Oberbergischen Kreis in Nordrhein-Westfalen.

## Lage und Beschreibung
Der Wohnplatz befindet sich nur wenig südlich der heutigen Lindlarer Ortschaft Scheel und ist über innerörtliche Straßen ab der Landesstraße 97 (hier Monanusstraße) zu erreichen. Nachbarortschaften sind Frielingsdorf und Dassiefen.
Die namensgebende Scheeler Mühle liegt am Scheelbach, einem Nebenfluss der Leppe, dessen Wasser sie trieb. Das Mühlengebäude ist auch heute noch erhalten, jedoch sind die Mahlgänge nicht mehr vorhanden.

## Geschichte
Aus der Charte des Herzogthums Berg aus dem Jahr 1789 des Carl Friedrich von Wiebeking geht hervor, dass der Ortsbereich zu dieser Zeit Teil der Honschaft Scheel im Kirchspiel Lindlar war.
Die Preußische Uraufnahme von 1840 zeigt den Wohnplatz als Mühlensymbol. Ab der Preußischen Neuaufnahme von 1894/96 ist der Ort auf Messtischblättern regelmäßig als Scheeler M., Scheeler Mühle oder Scheelermühle verzeichnet.
Nach dem Zusammenbruch der napoleonischen Administration und deren Ablösung gehörte der Ort zur Bürgermeisterei Lindlar im Kreis Wipperfürth. Im Gemeindelexikon für die Provinz Rheinland von 1888 werden für Scheelermühle ein Wohnhaus mit 9 Einwohnern angegeben. 1895 besitzt der Ort ein Wohnhaus mit 16 Einwohnern und gehörte konfessionell zum evangelischen Kirchspiel Hülsenbusch und zum katholischen Kirchspiel Frielingsdorf, 1905 werden ein Wohnhaus und elf Einwohner angegeben.